# Dollar des Caraïbes orientales
Le dollar des Caraïbes orientales ou dollar est-caribéen (code ISO 4217 : XCD) est la monnaie commune de huit des onze pays ou territoires membres de l’Organisation des États de la Caraïbe orientale (OECO). Il est subdivisé en 100 cents.

## Utilisation de la devise
En anglais, le dollar des Caraïbes orientales se dit East Caribbean dollar ou plus communément EC dollar (prononcer « i-ci dollar ») et se note EC$ (de préférence à $ pour éviter les confusions, notamment au sein de l’OECO).
Six des territoires utilisant cette monnaie sont des États indépendants : Antigua-et-Barbuda, la Dominique, Grenade, Saint-Christophe-et-Niévès, Saint-Vincent-et-les-Grenadines et Sainte-Lucie.
Les deux autres sont des territoires d'outre-mer britanniques : Anguilla et Montserrat. Les territoires membres de l’OECO qui n'utilisent pas cette devise sont les îles Vierges britanniques (un autre territoire d'outre-mer britannique), qui utilisent le dollar des États-Unis, la Martinique et la Guadeloupe (départements et régions d'outre-mer français), qui utilisent l'euro.
La population utilisatrice de cette monnaie est estimée à environ 600 000 personnes (estimations des recensements de 2005 et 2006).

## Histoire
Le dollar est-caribéen a remplacé en 1965 le dollar des Antilles britanniques (British West Indian dollar, BWI$), utilisé par l’ancienne Fédération des Indes occidentales, à parité (1 BWI$ = 1 EC$). Entre 1965 et 1983, l’Autorité monétaire de la Caraïbe orientale a émis le dollar est-caribéen, avec des billets à partir de 1965, et continué à utiliser les pièces en BWI$ ; des pièces en EC$ ont été introduites depuis 1981.
La monnaie est aujourd'hui émise par la Banque centrale de la Caraïbe orientale (Eastern Caribbean Central Bank, ECCB) dont le siège se trouve à Basseterre (Saint-Christophe-et-Niévès). La création de la banque résulte d'une convention (convention de la Banque centrale de la Caraïbe Orientale) signée à Port d'Espagne (Trinité-et-Tobago) le 5 juillet 1983. Elle fait suite à l’Autorité monétaire de la Caraïbe orientale.

## Taux de change
Le taux de change du dollar de la Caraïbe orientale par rapport au dollar US est de 2,7 pour 1 (taux fixe depuis 1976), soit environ 0,33 EUR.

## Pièces

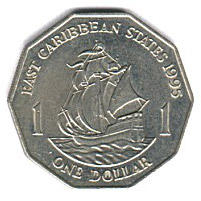
Pièce d'un dollar des Caraïbes orientales de 1995.

Jusqu'en 1981, les pièces en BWI$ ont circulé : 1, 2, 5, 10 ou 25 cents et 1 dollar, à l'effigie de la reine Élisabeth II et mentionnant QUEEN ELIZABETH THE SECOND.
En 1981, une nouvelle série de pièces a été introduite dans les mêmes dénominations, mais l'effigie royale a été remplacée par des palmes pour les pièces de 1, 2 ou 5 cents, ou un voilier pour les autres pièces ; toutes ces pièces mentionnent EAST CARIBBEAN STATES. La taille et les formes de pièces ont été conservées sauf pour la première série de pièces de 1 dollar :
- rondes à motif octogonal pour les pièces de 1 cent ;
- rondes pour celles de 2 cents ;
- en étoile à 8 branches et coins arrondis pour celle de 5 cents ;
- rondes pour celles de 10 et 25 cents ;
- ronde et non plus décagonale pour celle de 1 dollar.

La pièce ronde de 1 dollar en aluminium-bronze a été remplacée en 1989 par une pièce en cupro-nickel de nouveau décagonale.

## Billets
Dès 1965, l’Autorité monétaire des Caraïbes orientale a émis des billets en dénomination de 1, 5, 20 et 100 dollars. Les premières émissions au nom de la Banque centrale de la Caraïbe orientale (Eastern Caribbean Central Bank) datent de 1985 dans les mêmes denominations, mais avec l'addition de billets de 10 dollars.
Les derniers billets de 1 dollar ont été émis en 1989 (remplacés depuis par la nouvelle pièce), et les billets de 50 dollars ont été introduits en 1993.